# Saadové
Saadové (arabsky سعديون [sa'adiyūn]) byla dynastie, která vládla v Maroku v letech 1554 až 1659. Stát Saadů byl znám někdy také jako Šarífský sultanát (arabsky السلطنة الشريفة). Po dobu své vlády Saadové vedli úspěšnou ofenzívu proti pronikajícím Evropanům. Před nimi vládli Vattásovci, po nich nastoupili Alawité.

## Historie

### Původ
Saadové byli arabští šlechtici (šarífové) žijící v Tagmadertu v údolí (vádí) řeky Dra. Svůj původ odvozovali od proroka Mohameda, přes jeho dceru Fatimu a jejího nejstaršího syna Hasana, kterého měla se svým manželem Alím. Tento vznešený původ byl akceptován po celou dobu jejich vlády a byl zpochybněn až v 17. století, ode kdy se spekuluje, že jsou spíše potomky Mohamedovy kojné Halimy pocházející z kmene Bani Sa’d.

### Vzestup

Sultanát Saadů (mapa s vyznačenými městy)

Na přelomu 15. a 16. století začali Portugalci a Španělé budovat pevnosti zprvu na marockém pobřeží, později, když si podrobili některé místní kmeny, i ve vnitrozemí. Vládnoucí marocká dynastie Vattásovců nebyla s to tomuto pronikání zabránit. Arabsko-berberské kmeny z údolí řeky Dra byly pobouřeny expanzí Evropanů a v r. 1511 se pod vedením Saadů sjednotily a postupně si nejdříve podrobily okolní kmeny a později zničily zdejší evropské pevnosti. Po r. 1541 zůstala na atlantickém pobřeží nedobyta jediná portugalská pevnost Mazagan. Saadové pokračovali ve svém tažení a r. 1554 vyhnali Vattásovce a založili vlastní dynastii se sídlem v Marrakéši.

### Vrchol

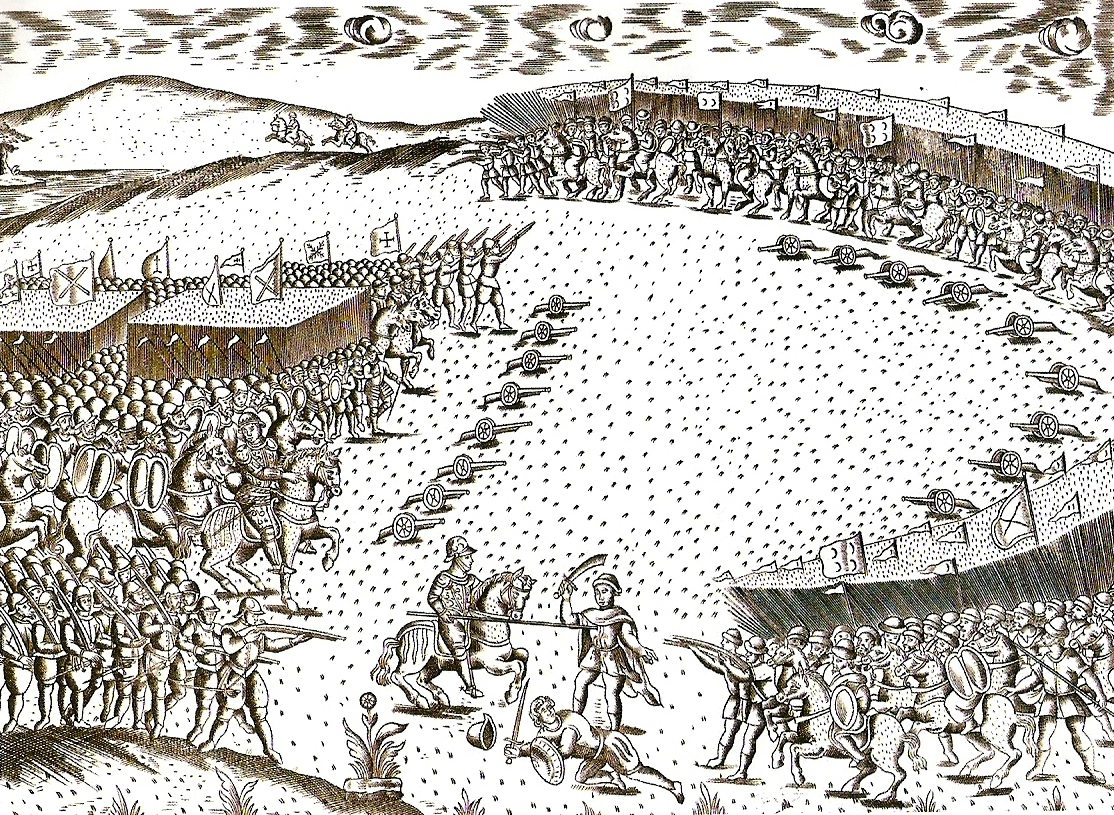
Bitva tří králů

Hlavním nepřítelem Saadů zůstávali Portugalci, naopak se Španělskem se spojili proti Turkům, aby uhájili středomořské pobřeží. Po porážce Turecka v bitvě u Lepanta připravili Portugalci invazi do Maroka. V roce 1578 v bitvě u Ksar el-Kébir (bitva tří králů) v marockém vnitrozemí však byli na hlavu poraženi a jejich král Šebestián I. padl.
Poté se Saadové soustředili na zabezpečení obrany proti Turkům na severu země. Reorganizovali státní správu a po jejich vzoru zavedli tituly pašů a bejů. V armádě zřídili elitní jednotky po vzoru janičářů a síla marocké armády spočívala právě v těchto jednotkách, tvořených uprchlíky z Evropy a bojovnými arabskými kmeny. Tuto sílu, odhadovanou na 40 000 mužů, vyzkoušel sultán Ahmed al-Mansúr na svém tažení na jih, přičemž v roce 1591 porazil v bitvě u Tondibi Songhajskou říši a zmocnili se jí.

### Úpadek
Vrchol saadské dynastie netrval dlouho, po smrti sultána al-Mansúra v roce 1603 si jeho synové Maroko rozdělili a země se rozdrobila na mnoho lén. Následkem toho se od Maroka začala oddělovat okrajová území. V roce 1603 se jedna z větví Saadů usídlila ve Fésu. V letech 1609 až 1614 přijalo Maroko velké množství Morisků po jejich vyhnání ze Španělska. Zhruba 13 000 z nich se usadilo v ústí řeky Bú Regreg založilo tam korzárskou republiku stejného jména (známou též jako republika Salé), která později (1627-1668) proslula mnoha výpravami do celého Atlantiku. V r. 1632 vyhlásily nezávislost Timbuktu a Gao a kočovné kmeny převzaly kontrolu nad pouští. Bouřily se jiné kmeny, např. Sanhadža, jenž v r. 1642 pod vedením Nasr al-Dina zahájil proti Maroku povstání, které ovšem skončilo neúspěchem. Odstředivé tendence daly za vznik státečkům nejrůznějšího charakteru, kromě výše uvedené republiky to byly i státy teokratické. Saadové vymřeli r. 1659, což ukončilo dlouhou válku mezi dynastiemi a různými odpadlíky. Země zůstala bez sultána a soupeření mezi jednotlivými protagonisty neustalo; mezi nimi vynikli Alawité, kteří díky svým systematickým výbojům získávali v Maroku čím dál větší moc.

## Dynastie
- 1517 – 1540 : Ahmad al-A'radž a Muhammad aš-Šajch
- 1540 – 1557 : Muhammad aš-Šajch (sultán celého Maroka od 1554)
- 1557 – 1574 : Abdalláh el-Ghálib
- 1574 – 1576 : Muhammad al-Mutawakkil (Muhammad as-Saadí II)
- 1576 – 1578 : Abú Marwán Abdalmalik
- 1578 – 1603 : Ahmad al-Mansúr Saadí

Roku 1603 se saadská panství rozdělila na dvě části:
| Marrákešská: | Feská: |
| - 1603 – 1606: Abú Fáris - 1606 – 1608: Abdalláh II. - 1608 – 1627: Zajdán - 1627 – 1631: Abdalmalik II. - 1631 – 1636: Muhammad al-Walíd - 1636 – 1654: Muhammad aš-Šajch III. al-Asghar - 1654 – 1659: Ahmad al-Abbás | - 1603 – 1604: Zajdán - 1604 – 1613: Muhammad aš-Šajch II. al-Ma´mún - 1613 – 1623: Abdalláh II. - 1623 – 1627: Abdalmalik I. |